# Cratere Easley
Easley è un cratere lunare di 9 km situato nella parte sud-orientale della faccia visibile della Luna.